# نهائي كأس الأمم الإفريقية 1970
نهائي كأس الأمم الأفريقية 1970 مباراة كرة القدم بين السودان وغانا في الملعب البلدي في الخرطوم لتحديد الفائز في كأس الأمم الإفريقية 1970، النسخة السابعة من كأس الأمم الأفريقية. فاز السودان على غانا 1–0 بهدف حسبو الصغير.

## الطريق إلى النهائي
| السودان                   | السودان       | غانا                      | غانا          |
| الخصم                     | النتائج       | الخصم                     | النتائج       |
| دور المجموعات             | دور المجموعات | دور المجموعات             | دور المجموعات |
| ------------------------- | ------------- | ------------------------- | ------------- |
| إثيوبيا                   | 3–0           | الكونغو كينشاسا           | 2–0           |
| ساحل العاج                | 0–1           | الجمهورية العربية المتحدة | 1–1           |
| الكاميرون                 | 2–1           | غينيا                     | 1–1           |
| نصف النهائي               |               |                           |               |
| الجمهورية العربية المتحدة | 2–1 (ب.و.إ.)  | ساحل العاج                | 2–1 (ب.و.إ.)  |

## النهائي

### التفاصيل
| السودان         | 1–0 | غانا |
| --------------- | --- | ---- |
| حسبو الصغير 12' |     |      |

| السودان | غانا |

## روابط خارجية
- تفاصيل على RSSSF